# 振り子時計
振り子時計（ふりこどけい）とは、ガリレオ・ガリレイが発見した振り子の等時性（一定の周期で揺れる性質）を応用した時計である。

## 歴史

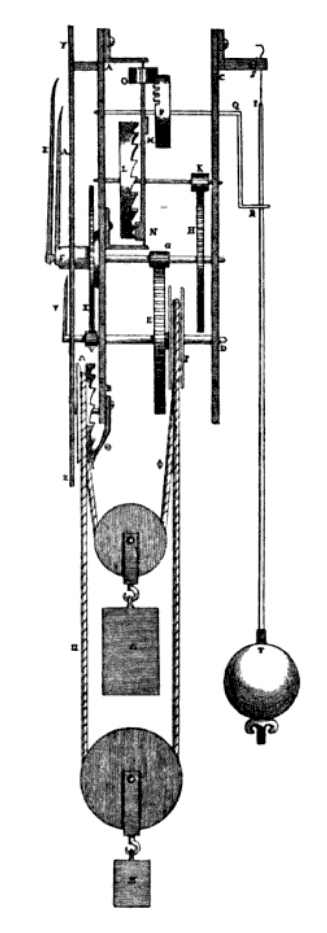
ホイヘンスの最初の時計

1637年ガリレオ・ガリレイがその息子ヴィンチェンツォに振り子の振れを持続させる機構を語ったといわれるが、バージ脱進機に要求される振れ幅が大きすぎたため完成されることはなかった。ガリレオと親交があり、彼から刺激を受けたクリスティアーン・ホイヘンスによって1657年頃に発明され・同年特許も得たものとされる。
改良を重ねながらも、発明から数世紀に渡って最も正確な時計として用いられてきたが、20世紀に入ってより正確なクォーツ時計（水晶時計）が発明されたことによって衰退した。しかしながらその外見上の特徴等から人気があり、正確さで劣るとはいえ、きちんと調整されていればその誤差は日常生活においてさほど問題にならないため現在でも使用されている。なお、時間の計測に振り子を用いる時計は水晶時計が発明された後はほぼ生産されておらず、水晶時計に「飾り」の振り子を付け、古い振り子時計の外見を模した、外見のみが振り子時計の形式である製品が多く見られる。
18世紀イギリスの時計職人ジョン・ハリソンは、100日で一秒以内の誤差の振り子時計の製作が可能であると主張したが、当時は与太話扱いであった。彼が残した設計に基づき1975年 - 2009年にかけてイギリスのマーティン・バージェスにより制作された「Clock B」は、2015年にグリニッジ天文台で行われた100日間の試験の結果、誤差8分の5秒(0.625秒)という成績を収め、「自由大気中で揺れる振り子を持つ世界で最も正確な機械式時計」としてギネスブックに記載された。（「自由大気中で」という但し書きが付いているのは、真空のチャンバー等を利用した精密な振り子時計は以前から作られていたからである。英語版記事 en:Shortt-Synchronome clock などを参照）。
ロンドン・ウェストミンスター宮殿に有る世界一有名な時計塔エリザベスタワー、通称ビッグ・ベンも、特殊な脱進機を採用しているが、仕組みとしては振り子時計である。（振り子の長さ3.9m、重さ300kg）

## 動作原理
ぜんまいばねや錘の下降（後に電動も）などを動力源とし、振り子の等時性によって調速される脱進機によって制御され、時を刻む。振り子時計の脱進機は振り子の等時性に影響を与えないように工夫されており、動力源から伝えられる運動エネルギーをごくわずかずつ、かつ振り子の往復運動が減衰しないよう振り子に伝えつつ、振り子の運動を歯車の1歯毎の回転に変換する。

## 短所
- 振り子を用いているため加速度の変化や振動に弱く、持ち運ぶ用途や船など乗物の上では使用できない。また、地震などの揺れによって時計が止まってしまう。
  - 地震があると往々にその時刻をとどめる証拠となる。広島、長崎への原爆投下の際にも爆発した時間で止まった振り子時計が残されている。
- 錘に金属を用いる場合には熱の影響（振り子の伸縮）による誤差を生じやすい。そのため合金を用いるなどの方法によって熱膨張を抑制した振り子時計が開発された。長さ方向に対し折返す形で、膨張率の異なる金属を組み合わせキャンセルを図った手法もある。

## 形式

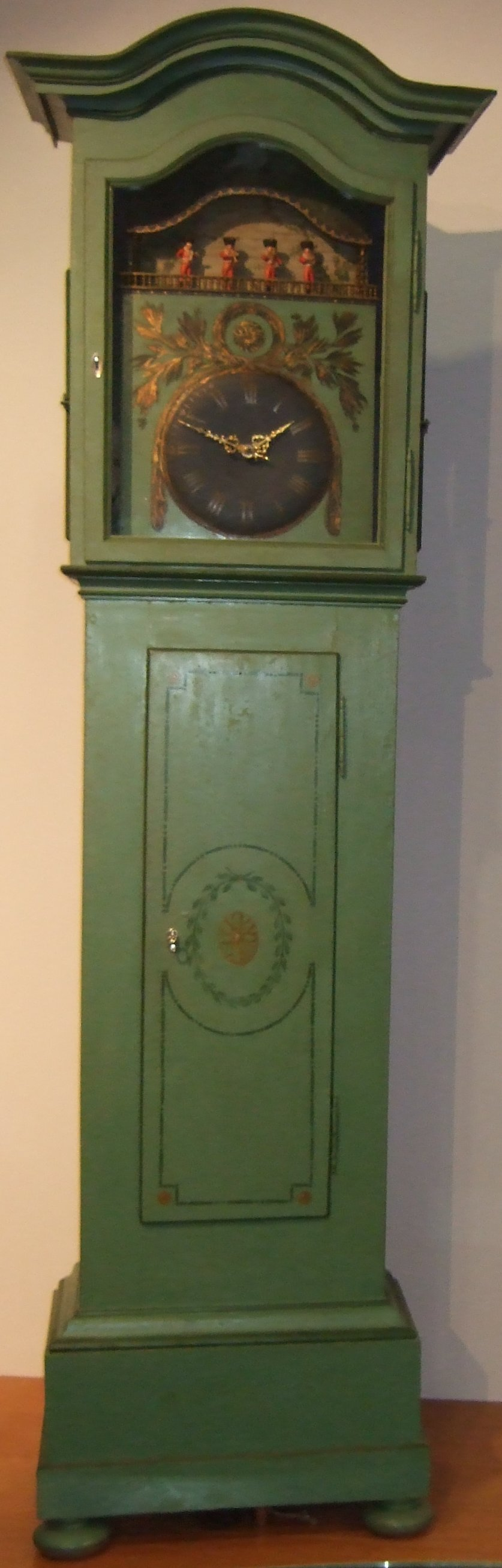
ホールクロック

置時計やホールクロック、時計台の大時計など、電気式以前の動力方式を用いていて、なおかつテンプなどの他の調速機が使いにくい時計に幅広く採用されている。その重量のため、掛時計としては脆い壁を避け柱に掛けたことから、（個人宅等向けで、最も普及したタイプの振り子時計を指す代名詞的ともいえる）「柱時計」という語があった。
童謡『大きな古時計』のモデルの時計もこの形式であるし、童話『オオカミと七匹の子ヤギ』でも一匹が時計の振り子室に隠れるなど、今なお時計の伝統的な形として認識されている。

## 装飾の振り子を持つ時計
飾りとして動く振り子が付いたクォーツ時計が存在する。振り子駆動の消費電力がクオーツ時計の消費電力よりはるかに大きく、振り子駆動と時計駆動の電池を共用すると時計としての電池寿命が振り子駆動に引きずられ短くなってしまうため、振り子駆動と時計駆動には容量が異なる別の乾電池が用いられる。振り子の動作は時計の動作に無関係であり、外部からの過度の振動や電池消耗などで振り子が停止していても時計として機能している場合が多い。逆に時計部の電池が切れていても振り子が動いている場合もあるため、振り子を正常動作の確認用の機能とすることはできない。

## 注
1. ↑  完成度などにより1656年 - 1658年の範囲で諸説あり